# راي ساري
راي ساري (بالإنجليزية: Ray Saari)‏ هو لاعب كرة قدم أمريكي في مركز الوسط، ولد في 18 أبريل 1995 في كانساس سيتي في الولايات المتحدة. لعب مع اوكلاهوما سيتي أنرجي.